# Championnat d'Inde de football 2005-2006
Navigation
Saison suivante Saison suivante
La saison 2005-2006 du Championnat d'Inde de football est la dixième édition du championnat national de première division indienne. Les dix meilleurs clubs du pays prennent part au championnat organisé par la fédération. Les équipes sont regroupées au sein d'une poule unique, où elles rencontrent leurs adversaires deux fois, à domicile et à l'extérieur. À l'issue du championnat, les deux derniers du classement sont relégués et remplacés par les deux meilleurs clubs de deuxième division.
C'est le club de Mahindra United qui remporte la compétition après avoir terminé en tête du classement final, avec cinq points d'avance sur Kingfisher East Bengal et six sur Mohun Bagan. C'est le tout premier titre de champion d'Inde de l'histoire du club.
Le club de Fransa FC déclare forfait à la moitié de la saison.

## Les clubs participants
| - JCT Mills - Kingfisher East Bengal - Salgaocar SC - Fransa FC - Sporting Clube do Goa | - Mohammedan SC - Promu de D2 - Dempo SC - Mahindra United - Mohun Bagan - Air India Club - Promu de D2 |

## Compétition
Le classement est établi sur le barème de points classique (victoire à 3 points, match nul à 1, défaite à 0).

### Classement
| Rang | Équipe                 | Pts | J  | G  | N | P  | Bp | Bc | Diff |
| ---- | ---------------------- | --- | -- | -- | - | -- | -- | -- | ---- |
| 1    | Mahindra United        | 36  | 17 | 11 | 3 | 3  | 27 | 13 | +14  |
| 2    | Kingfisher East Bengal | 31  | 17 | 9  | 4 | 4  | 25 | 16 | +9   |
| 3    | Mohun Bagan C          | 30  | 17 | 8  | 6 | 3  | 17 | 10 | +7   |
| 4    | Sporting Clube do Goa  | 25  | 17 | 6  | 7 | 4  | 24 | 16 | +8   |
| 5    | Dempo SC T             | 25  | 17 | 6  | 7 | 4  | 29 | 22 | +7   |
| 6    | JCT Mills              | 20  | 17 | 5  | 5 | 7  | 14 | 14 | 0    |
| 7    | Air India Club P       | 19  | 17 | 5  | 4 | 8  | 16 | 22 | -6   |
| 8    | Mohammedan SC P        | 17  | 17 | 5  | 2 | 10 | 11 | 25 | -14  |
| 9    | Salgaocar SC           | 12  | 17 | 2  | 6 | 9  | 15 | 29 | -14  |
| 10   | Fransa FC forfait      | 4   | 9  | 0  | 4 | 5  | 2  | 13 | -11  |

|  | Qualification pour la Coupe de l'AFC 2007                                        |
|  | Relégation directe en deuxième division                                          |
|  | T: Tenant du titre P: Promu de deuxième division C: Vainqueur de la Coupe d'Inde |

## Bilan de la saison
| Championnat d'Inde de football 2005-2006                        |                                  |
| Champion                                                        | Mahindra United (1er titre)      |
| Coupes et trophées                                              |                                  |
| Vainqueur de la Coupe d'Inde 2005-2006                          | Mohun Bagan                      |
| Qualifications continentales                                    |                                  |
| Coupe de l'AFC 2007                                             | Mahindra United                  |
| Coupe de l'AFC 2007                                             | Mohun Bagan                      |
| Promotions et relégations                                       |                                  |
| Promus en Championnat d'Inde de football                        | Churchill Brothers SC            |
| Promus en Championnat d'Inde de football                        | Hindustan Aeronautics Limited SC |
| Relégués en Championnat d'Inde de football de deuxième division | Salgaocar SC                     |
| Relégués en Championnat d'Inde de football de deuxième division | Fransa FC                        |